# Prosa de Alfonso X el Sabio

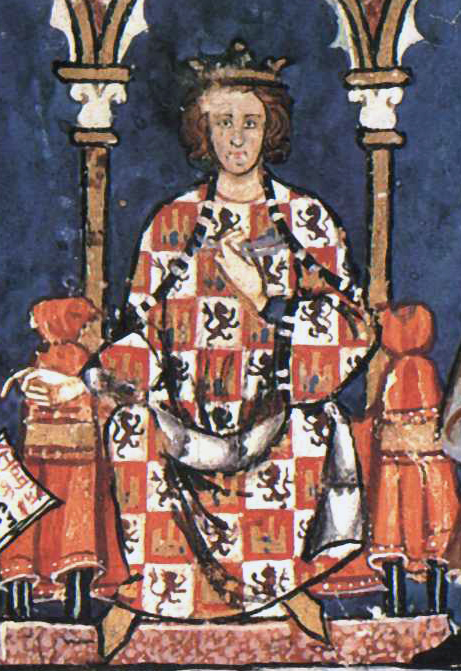
Alfonso X

Por prosa de Alfonso X el Sabio se entiende la producción literaria escrita en prosa durante el reinado de Alfonso X (1256-1284). El rey patrocinó y a menudo supervisó las obras de los escritores de su época. Fue el más grande impulsor de la literatura medieval castellana.
Vista en su conjunto, la obra de este monarca posee un sutil carácter moral, ya que la concibe como un camino hacia la salvación del alma:

Cada uno, cuanto más ha del saber, y más se llega a él por estudio, tanto más aprende y crece y se llega por ende más a Dios.
General estoria, II, pág. 31b.

Al mismo tiempo, parece querer afirmar en sus lectores y oyentes —los miembros de la corte permanente— una cosmovisión ordenada que les valiese para la vida social y el establecimiento de una convivencia dentro de unas normas de justicia iguales para todo el reino.
En 1256, una embajada de la ciudad-estado de Pisa ofrece a Alfonso X la corona del Sacro Imperio Romano Germánico. Como este honor era electivo, el rey castellano no ahorra esfuerzos y compromete todo su prestigio de monarca letrado y las finanzas del reino para hacerse con la dignidad imperial. Solo desde este punto de vista puede comprenderse el impulso bélico —«cruzada africana», conquista de El Puerto de Santa María, ataque de Orán— e ilustrado que propicia. Éste podría considerarse como el inicio de la prosa en castellano.

## Libros sapienciales
Se recogen en este apartado una serie de obras que se caracterizan porque los textos están formados fundamentalmente por sentencias, aunque no es raro que incluyan breves exempla. Muchas de estas obras tienen la literatura árabe como fuente intermedia y la griega como original. La mayor parte de estas traducciones hispanas están muy relacionadas entre sí bien porque comparten fuentes, bien porque se influyen.
Destacan los siguientes tratados:
- Libro de los cien capítulos. Colección de máximas morales organizadas de forma que sus receptores pudieran no solo entenderlas, sino utilizarlas en el día a día.[6] Con esta obra el rey Sabio pretendía que la nobleza abandonara sus actitudes soberbias y adoptara unos comportamientos cortesanos acordes con las posibilidades que ante él se abrían.[7]
- Bocados de oro. Su contenido es fundamentalmente una colección de sentencias distribuidas en veinticuatro capítulos. Cada uno de ellos recoge los dichos atribuidos a un filósofo, excepto el veintitrés —cuyas sentencias se ponen en boca de diferentes pensadores— y el veinticuatro —cuyos apotegmas son anónimos—.[8]

## Los diálogos

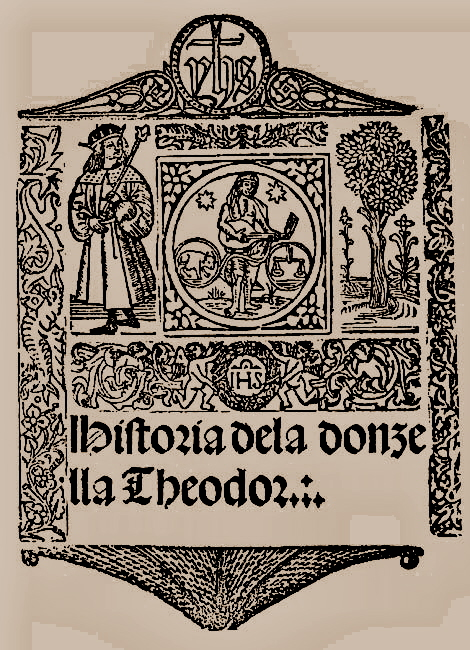
Historia de la doncella Teodor.

Las primeras «disputas» se habían plasmado por escrito a lo largo de la centuria anterior y en verso. Ahora asistimos a un nuevo género en el que personajes cuidadosamente seleccionados debatirán sobre temas cruciales ante un auditorio muy similar al que es receptor originario de la obra.
- Diálogo de Epicteto y el emperador Adriano. Al igual que otras obras de este mismo género y período, el origen del Diálogo entre Epitecto y el emperador Adriano es griego. Si bien en este caso la versión castellana proviene de una traducción latina (Adrianus et Epictetus) y no árabe.[10]
- Historia de la donzella Teodor. Debate sobre temas variados de carácter sapiencial y doctrinal de la segunda mitad del siglo XIII. Aunque presenta un carácter de historia independiente, perteneció a la colección de Las mil y una noches, lo que corrobora el hecho de que se conserven dos manuscritos árabes españoles de la Historia de la doncella Teodor.[11]
- Capítulo de Segundo filósofo. Se nos ha transmitido en dos ramas: la oriental —que amplifica el marco narrativo y el número de preguntas— y la occidental, que toma como base la traducción latina llevada a cabo por Willelmus, abad de St. Denis en el siglo XII. En la primera parte, se nos cuenta cómo Segundo es enviado a Atenas donde consigue el grado de maestro y aprende que no hay mujer casta. Vuelto a su patria de incógnito, pone a prueba a su madre, quien no la supera. Cuando aquella conoce la verdad, muere. Segundo se impone guardar silencio toda su vida y regresa a Grecia. En la segunda, el emperador Adriano —conocedor de su sabiduría- lo manda llamar. Segundo acude, pero no por ello rompe su voto. El emperador pone a prueba la firmeza del filósofo fingiendo que lo va a matar, pero éste persiste en su mudez. Finalmente, admirado por su perseverancia, Adriano le pide que conteste a sus preguntas escribiendo en una tabla. La tercera parte es este particular diálogo, mezcla de voz y escritura.[12]

## Obras legislativas
Alfonso X llega al trono en el año de 1252, cuando el cuerpo legal del reino contenía normas provenientes de los últimos tiempos del Imperio romano, de los visigodos y otras que fueron establecidas durante la reconquista. Por eso, uno de los afanes del monarca fue ordenar este caos al tiempo que afianzaba el poder real y su autoridad. Para ello inicia una reforma legislativa inspirada en el Digesto de Justiniano, texto que era el principal estudio en las escuelas de leyes de Bolonia y el sur de Francia. 

### Siete Partidas
Se trata de la obra más ambiciosa de Alfonso X en este ámbito. Compuesta entre 1256 y 1265, recoge los fundamentos teóricos de las anteriores obras legales y formula un código jurídico de carácter universal y general aplicación para el reino de Castilla que regula la vida de Castilla en todos los ámbitos, tanto religiosos como civiles.
Esta base jurídica se prolongó durante siglos, y su influencia llega hasta nuestros días. Las Partidas no se fueron promulgadas en vida de Alfonso X, puesto que no llegó a componerse una edición definitiva. Se divide en siete partes:

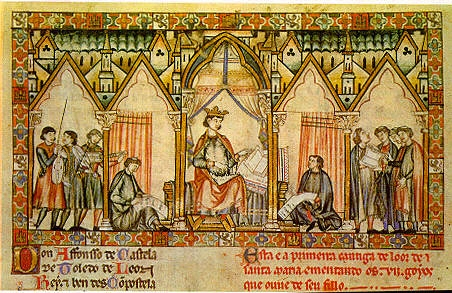
Alfonso X el Sabio y las Partidas.

- Primera parte: Aborda la fundamentación del derecho y pasa a ocuparse esencialmente del derecho canónico.
- Segunda: Trata acerca del gobierno y de las relaciones jurídicas entre señores y vasallos.
- Tercera: Derecho procesal y derecho civil.
- Cuarta: Derecho del matrimonio, de familias y linajes y de estados sociales.
- Quinta: Derecho mercantil.
- Sexta: Derecho testamentario y de herencia
- Séptima: Derecho penal.

Los apartados en que se divide no suponen compartimentos estrictos. Se organiza además en títulos (182) y leyes (2479), estas encabezadas por un epígrafe que indica su contenido de manera más o menos aproximada. 
Sus fuentes provienen del derecho anterior leonés (el Fuero juzgo), y de las obras jurídicas antes citadas del propio monarca, el Fuero real y muy probablemente el Espéculo. Para la «Primera partida» se refundió el Setenario, probable borrador de esta sección.
Del derecho romano tardío, influyó el Corpus Iuris Civilis de Justiniano y la legislación para la vida eclesiástica, fundamentalmente el Decreto de Graciano y las colecciones canónicas o Decretales.
No faltan entre sus fuentes las eclesiásticas, así como las enseñanzas de los exempla de la Disciplina clericalis del intelectual judeoconverso Pedro Alfonso de Huesca. También recogen Las Partidas material de obras de carácter sapiencial o de literatura gnómica, como los Bocados de oro.
Desde el punto de vista literario, la prosa jurídica no dista demasiado de otros géneros medievales, e incluso influyeron poderosamente en su gestación, como es el caso del poema de debate.

## Obras científicas
- El Libro del saber de astrología. De las tres recopilaciones científicas que Alfonso X ordenó componer entre 1276 y 1279, ésta es la única que nos ha llegado y de la que se dispone íntegro su texto original. Se trata de un grupo de tratados técnicos, excepto el primero que tiene un contenido descriptivo.[15]
- El Libro de las formas et de las imágenes. De este tratado —que debió escribirse hacia 1277— solo se nos conserva el prólogo y el índice de los once capítulos que debían componerlo.[15]
- El Libro de Picatrix. En torno a 1256, Alfonso X ordena traducir al castellano y al latín la Ghayat al-hakim, un tratado de magia talismánica, escrito doscientos años antes. Si bien la versión castellana hay que darla por perdida, la traslación latina (Liber Picatrix) se difundió por todo Occidente y alcanzó un notable éxito entre los siglos XV y XVIII.[16]

## Obras históricas
Alfonso X acomete esta tarea para exponer su pensamiento político y encontrar en el pasado razones que justifiquen tanto sus aspiraciones a la corona imperial como las relativas a construir un nuevo modelo político, constantemente rechazado por la nobleza. 
La producción histórica alfonsina se caracteriza por su carencia de un sentido crítico básico; es decir, por la aceptación de las noticias suministradas por los libros sin que se efectuaran comprobaciones sobre lo que se contaba —como Gonzalo de Berceo— se concede a la «letra» la categoría de verdadero. Otra particularidad del género consiste en su concepción conscientemente literaria tanto en la elaboración como en su forma expositiva.
Al contrario de lo que se suele pensar, las dos producciones de este género (la Estoria de España y la General estoria) debieron nacer a la par y, en ocasiones, compartir materiales. 
También es idéntico en ambas el principio fundamental de organización: la linna o liña de sucesión del imperium. Dentro del marco general de ésta, los compiladores suelen inclinarse por el sistema analístico, el cual supone un grave inconveniente para la casación de fechos complejos. A fin de resolver esta dificultad, crean lo que denominaron estorias unadas: unidades narrativas autónomas que concentran en un momento histórico todo el saber vinculado a un suceso o a un personaje. Esta organización narrativa predomina en la General estoria y la departida o analística en la Estoria de España.

### Estoria de España

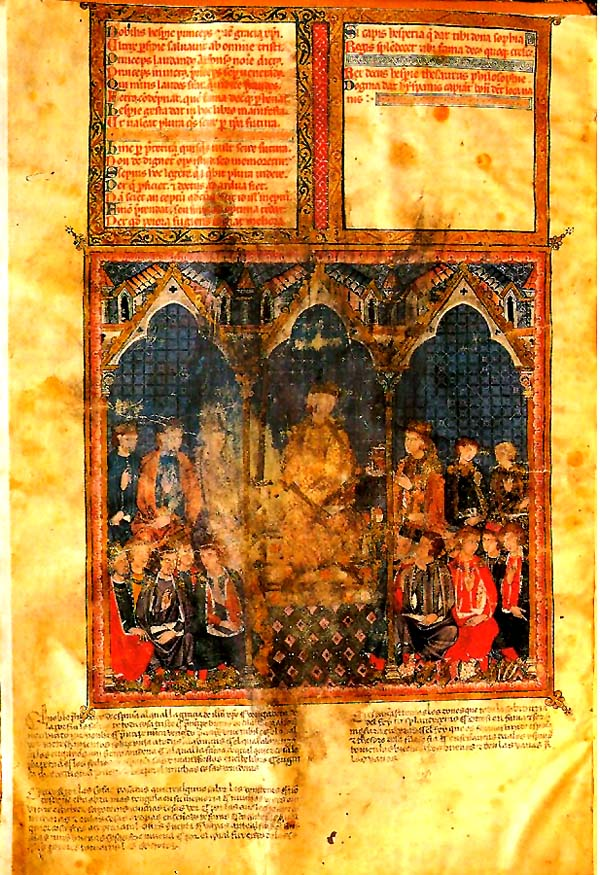
Manuscrito de la Estoria de España.

La Estoria de España, conocida en la edición de Menéndez Pidal como Primera Crónica General, constituye la primera Historia de España extensa en romance. Su contenido alberga cronológicamente desde los orígenes bíblicos y legendarios de España hasta la inmediata historia de Castilla bajo Fernando III.
La obra tuvo dos redacciones. La primera comienza poco después de la llegada al trono del rey castellano (h. 1260) y concluye hacia 1274 y la segunda, llamada Versión crítica, fue elaborada entre 1282 y 1284, fecha de la muerte del monarca.
En su primera redacción, la obra, completada en los primeros años de la década de 1270, constaba de cuatrocientos capítulos. Sin embargo, en 1272, el rey sabio emprende otro monumental proyecto, al que dedicará nuevas energías: la compilación de una historia de carácter universal titulada Grande e general estoria, lo que interrumpiría la redacción de la Estoria de España, ya que, además de tener que derivar hacia la nueva empresa una gran cantidad de recursos humanos,el concepto acumulativo y ab initio de la historiografía de la época hacía que los contenidos de la Estoria de España se solapaban en gran medida con los de la Historia Universal iniciada.
Sin embargo fue la Estoria de España la que se difundió, amplió, y sirvió de canon de la historiografía española hasta bien entrada la Edad Moderna. La versión definitiva aprobada por Alfonso X llegó hasta el capítulo 616. Así pues, las contradicciones de los últimos capítulos de la refundición hecha por Menéndez Pidal en su Primera Crónica General, no deben ser atribuidas a la voluntad del rey, sino a la utilización para esta parte por parte del erudito español de manuscritos tardíos e insatisfactorios.
Para contar la historia de España, Alfonso X se remonta a los orígenes hallados en las fuentes bíblicas, a Moisés, para continuar utilizando mitos y leyendas de la historia antigua griega y latina. Según avanza el relato, aumenta la prolijidad en los detalles, sobre todo desde las invasiones germánicas hasta Fernando III, en que las fuentes más abundantes son crónicas y cantares de gesta peninsulares. 

Pero las obras más importantes de las que bebe el texto alfonsí son las dos grandes crónicas latinas que proporcionaban el conocimiento más completo de la historia de España de aquel tiempo: el Chronicon mundi (1236), de  Lucas de Tuy, obispo de Tuy, llamado «el Tudense», y De rebus Hispaniae (1243), de Rodrigo Ximénez de Rada, obispo de Toledo, conocido como «el Toledano». Además, la Estoria de España se sirvió de otras crónicas latinas medievales, la Biblia, la historiografía clásica latina, leyendas eclesiásticas, cantares de gesta en romance e historiadores árabes.

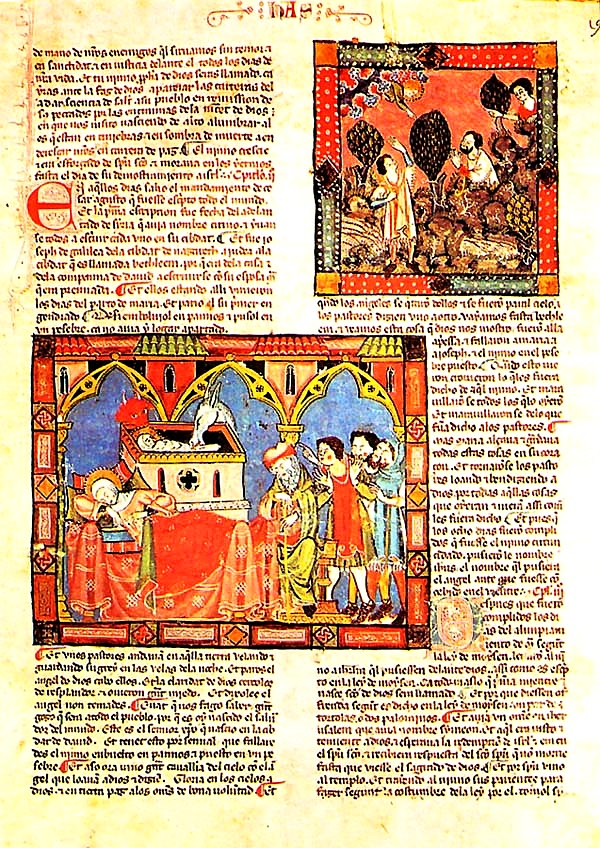
Manuscrito de la Grande e general estoria (códice del Escorial) de Alfonso X el Sabio.

### General estoria
La General estoria, también llamada Grande e general estoria, es una muy ambiciosa obra que aspira a ser una historia universal desde la creación del mundo. La obra quedó incompleta ya que se interrumpe en la sexta parte. Su redacción fue emprendida, al parecer, en 1270, cuando ya estaba muy avanzada la Estoria de España. Es posible que el inicio de este otro gran empeño historiográfico retrasó y aun impidió concluir en su forma definitiva también el de la historia de España, debido a la gran cantidad de intelectuales que hubieron de ser derivados a esta segunda magna empresa histórica.
Aunque tiene fuentes y características comunes a la Estoria de España, en este caso se primó el interés por los libros de historia de la Biblia y por los historiadores clásicos disponibles en el escritorio real, que eran aquellos que mantuvieron viva su vigencia en la tradición medieval, como Ovidio (del que se extraen fragmentos de su Metamorfosis y las Heroidas; Lucano, del que se tradujo su Farsalia) o el Pseudo-Calístenes que aportaba noticias de la vida de Alejandro Magno. También se utilizan materiales del Renacimiento del siglo XII, sobre todo obras francesas: el Roman de Thèbes, el Roman de Troie (para las materias tebana y troyana), el Alexandreis de Gautier de Châtillon (para el emperador macedonio) o la Historia regum britanniae, del galés Geoffrey de Monmouth, para la materia artúrica.
El propósito de la obra aparece en el siguiente texto:

[historiar] todos los grandes fechos que acasçieron por el mundo a los godos e a los gentiles e a los romanos e a los bárbaros e a los judíos e a Mafomat, a los moros de la engañosa fee que él levantó, et todos los reyes d´España, desd´el tienpo que Joachín casó con Anna e que Hoctaviano Çésar començó a regnar fasta el tienpo que yo començé a regnar, yo, don Alfonso, por la gracia de Dios, rey de Castilla.

Del mismo modo que sucedía en la Estoria de España, el propósito perseguido es vincular su monarquía con la historia desde el origen de los tiempos hasta llegar a su reinado, puesto que Alfonso X el Sabio ambicionaba el título de emperador. Se trataba de una empresa política que perseguía situar a Castilla a la cabeza de los reinos cristianos peninsulares y para ello el monarca se dotaba de una adecuada justificación histórica.

## La narración cortesana
- La Historia troyana polimétrica. Ha llegado acéfala y trunca al final, adopta la forma de prosimetrum[19] porque el contrapunto entre lo exterior (combates, discursos, digresiones narrativas) y la subjetividad de los personajes favorece la alternancia del verso y la prosa. Si el texto narrativo es bastante fiel al original galo, los versos -en cambio- son en su mayor parte originales ya que no traducen, sino que parafrasean de forma amplificada.[20]
- La Romances de materia de la Antigüedad o Historia de Alexandre. Con este epígrafe se pretende dejar constancia de dos hechos que ocurren en la Castilla de mediados del siglo XIV, el resurgimiento paulatino del interés por la Antigüedad clásica y el empeño de reinventar unos argumentos para encajar en ellos preocupaciones de su presente o pautas de su pensamiento moral —téngase en cuenta que para el hombre medieval la historia es un continuum sin fisuras que comienza con la creación y llega hasta sus días. Solo desde esta concepción, por ejemplo, es posible comprender que Alfonso X se sintiera heredero directo de los emperadores romanos—.[21]

## Obra recreativa
Entre estas obras de deporte o recreo de nobles, se encuentran un tratado de cetrería de Muhammad ibn allah al-Bayzar (llamado por los cristianos Moamín, halconero árabe del siglo IX), el Libro de los animales que caçan, y un libro sobre juegos de mesa que describe y enseña el ajedrez (aunque tenía reglas algo distintas al moderno), los dados y las tablas. Rasgos de estos dos últimos juegos han llegado también hasta hoy en el backgammon y el alquerque respectivamente.

### Libro de los juegos

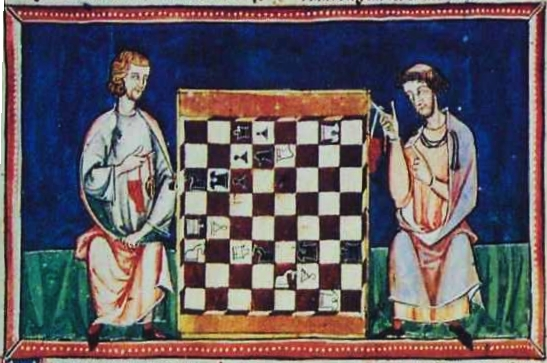
Problema de ajedrez n.º 35 del Libro de los juegos.

Llamado también Libro del axedrez, dados e tablas, es el tratado de ajedrez más antiguo que se conserva en Europa y consta de 98 páginas ilustradas con numerosas miniaturas que muestran las posiciones de los juegos.
Es uno de los documentos más importantes para la investigación de los juegos de mesa. El único original conocido se encuentra en la biblioteca del Monasterio de El Escorial. Una copia de 1334 se conserva en la biblioteca de la Real Academia de la Historia.
Documenta el estado y las reglas del ajedrez medieval en la época en que se introduce en los reinos cristianos procedente del islam. El ajedrez del siglo XIII es distinto al moderno, surgido de la revolución que supuso el ajedrez a la rabiosa en el siglo XV y refleja Luis Ramírez de Lucena en su tratado de época renacentista Repetición de amores y arte de ajedrez (Salamanca, 1497). Básicamente se trataba de un juego más lento, con menos posibilidades de obtener una victoria por jaque mate y cuyos tratados didácticos (como el del rey sabio) daban mucha importancia a la resolución de imaginativos problemas ajedrecísticos.